# Suai (Verwaltungsamt)
| \| \| |
|       |

|  |

Suai ist ein osttimoresisches Verwaltungsamt (portugiesisch Posto Administrativo) in der Gemeinde Cova Lima.

## Geographie

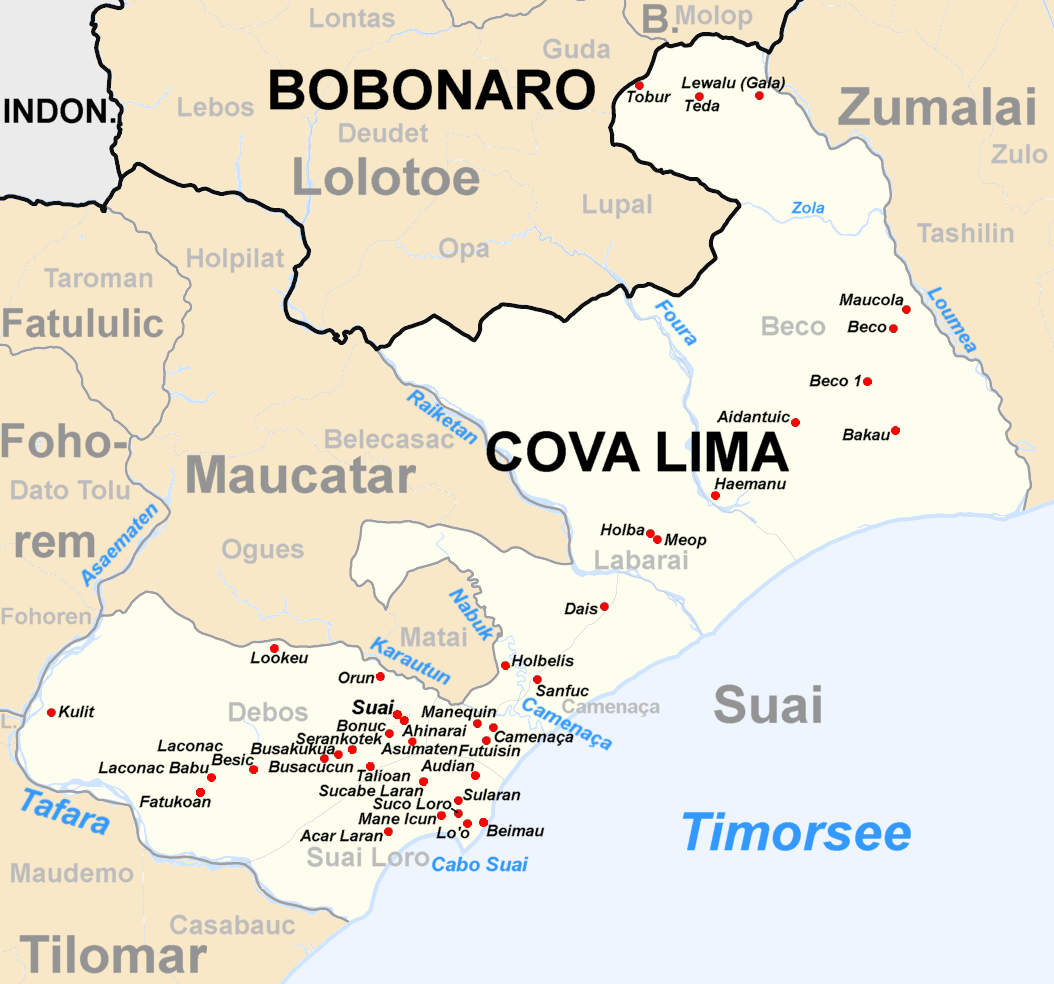
Verwaltungsamt Suai (Grenzen bis 2015)

Bis 2014 wurden die Verwaltungsämter noch als Subdistrikte bezeichnet. Suai hat eine Fläche von 272,85 km² und teilt sich in die fünf Sucos Beco (Beco I), Debos (Debus), Labarai (Labarat), Camenaça (Kamenasa, Canabaza, Camenaca, Camenaça, Camenasse, Camenassa) und Suai Loro. Der Verwaltungssitz befindet sich in Camenaça. Westlich davon liegt Suai, die Hauptstadt der Gemeinde Cova Lima.
Das Verwaltungsamt bildet das Zentrum Cova Limas an der Küste der Timorsee. Östlich liegt das Verwaltungsamt Zumalai, westlich die Verwaltungsämter Tilomar, Fohorem und Maucatar. Im Norden grenzt Suai an die Gemeinde Bobonaro mit seinen Verwaltungsämtern Lolotoe und Bobonaro.
In Holbelis gibt es eine große Höhle, in der Fledermäuse und Affen leben. Früher wurde hier die alte animistische Religion praktiziert. Von der Verehrung von Göttern und Geistern zeugen Gravuren in den Felsen am Eingang der Höhle.

Klimadaten
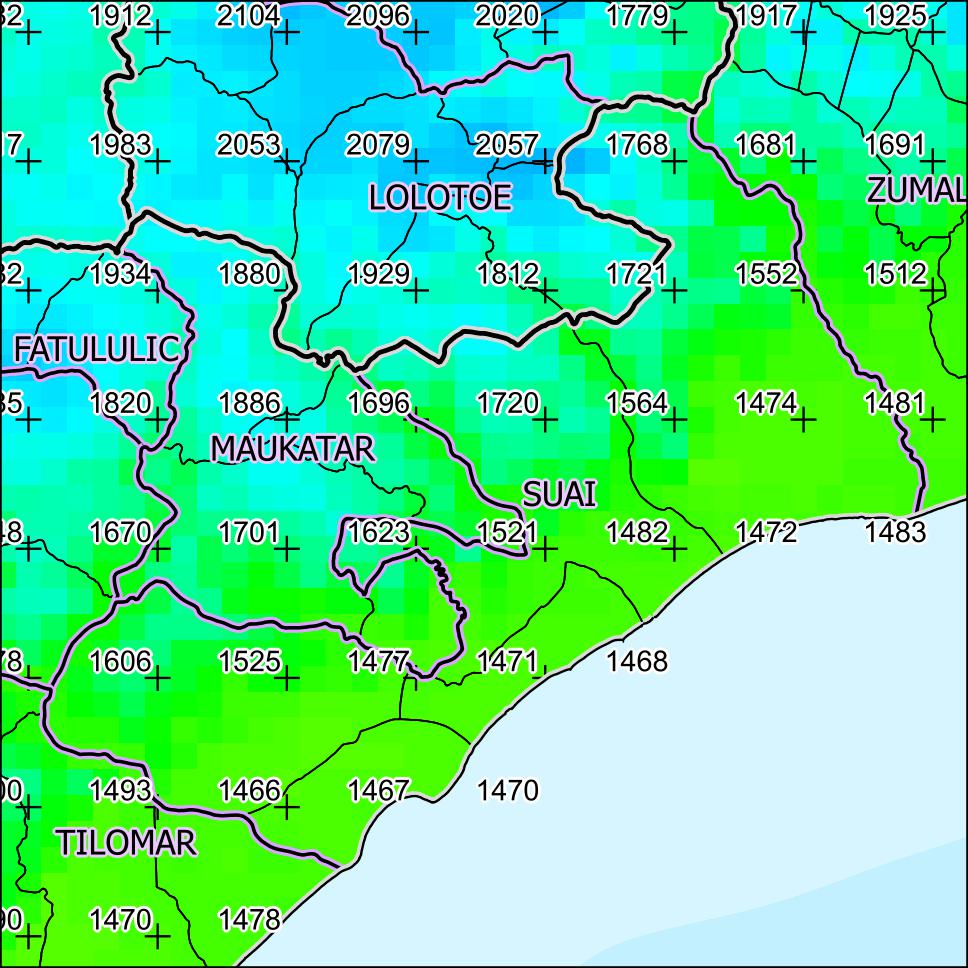
Jährliche Niederschlagsmenge (2000)
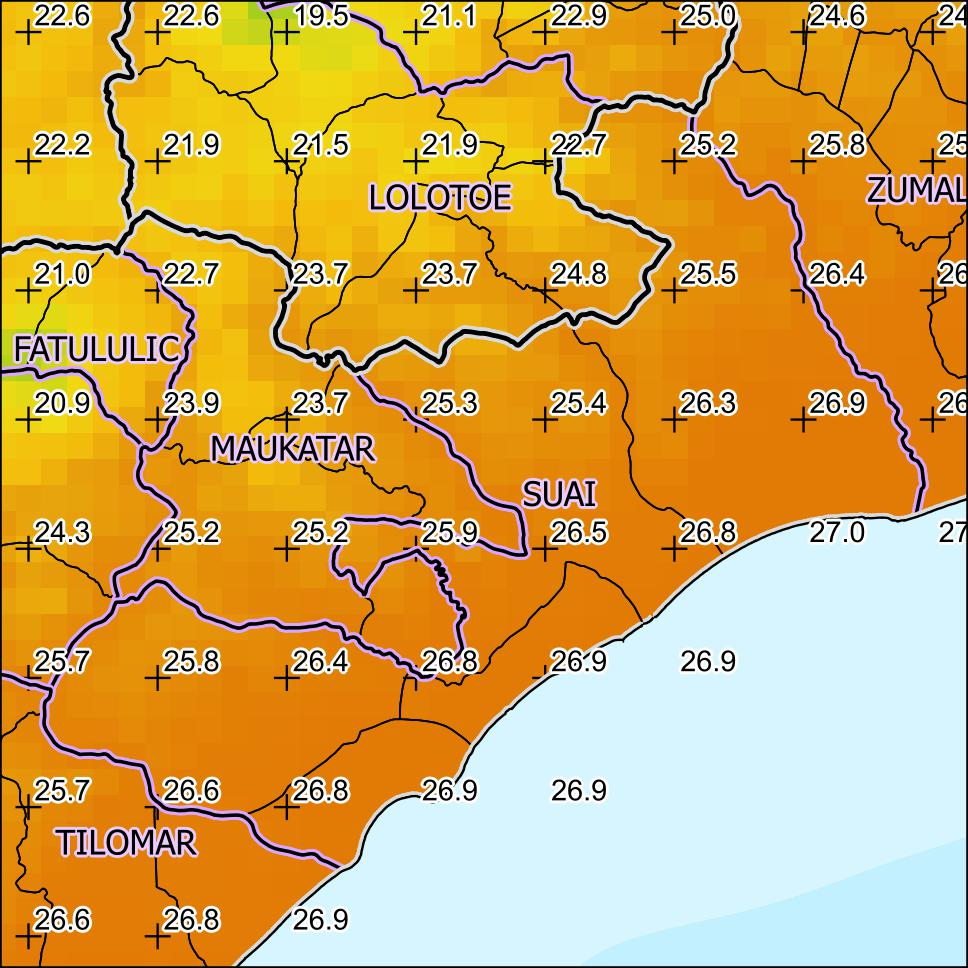
Jahresdurchschnitts-temperatur (2000)
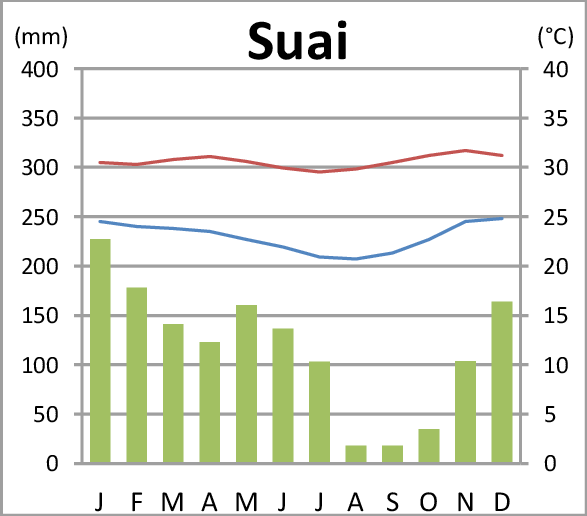
Klimadiagramm von Suai

## Einwohner
Suai hat 26.644 Einwohner (2022), davon sind 13.513 Männer und 13.131 Frauen. Im Verwaltungsamt gibt es 5.385 Haushalte. Die größte Sprachgruppe bilden die Sprecher des Tetum Terik, eines Dialekts der Amtssprache Tetum. Der Altersdurchschnitt beträgt 18,7 Jahre (2010, 2004: 18,1 Jahre).

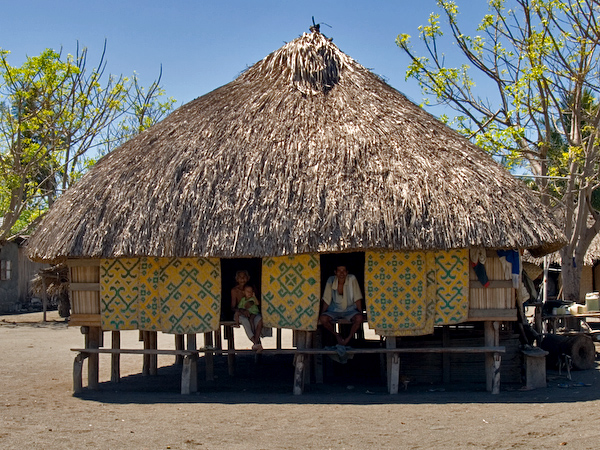
Traditionelle Hütte in Suai Loro
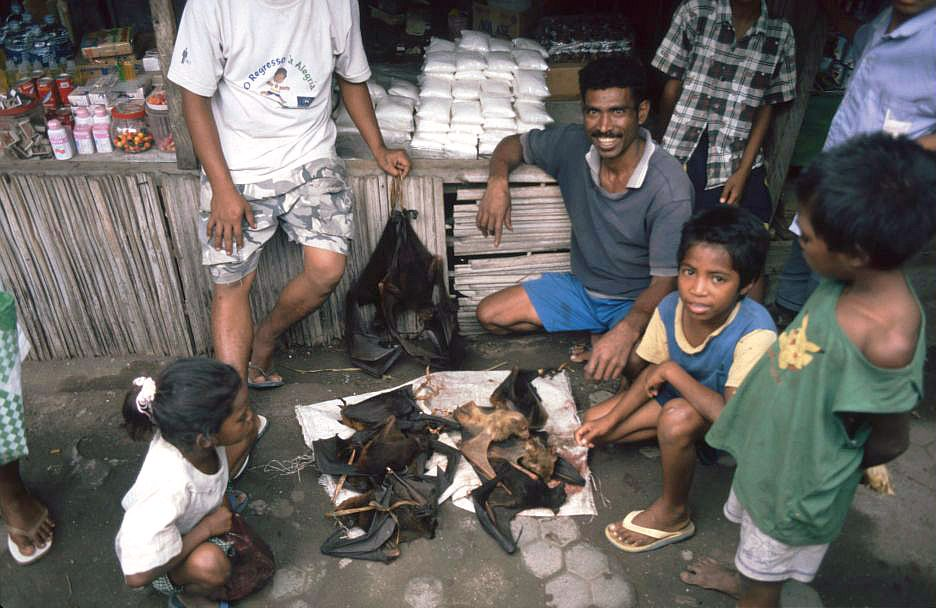
Flughunde auf dem Markt in Suai
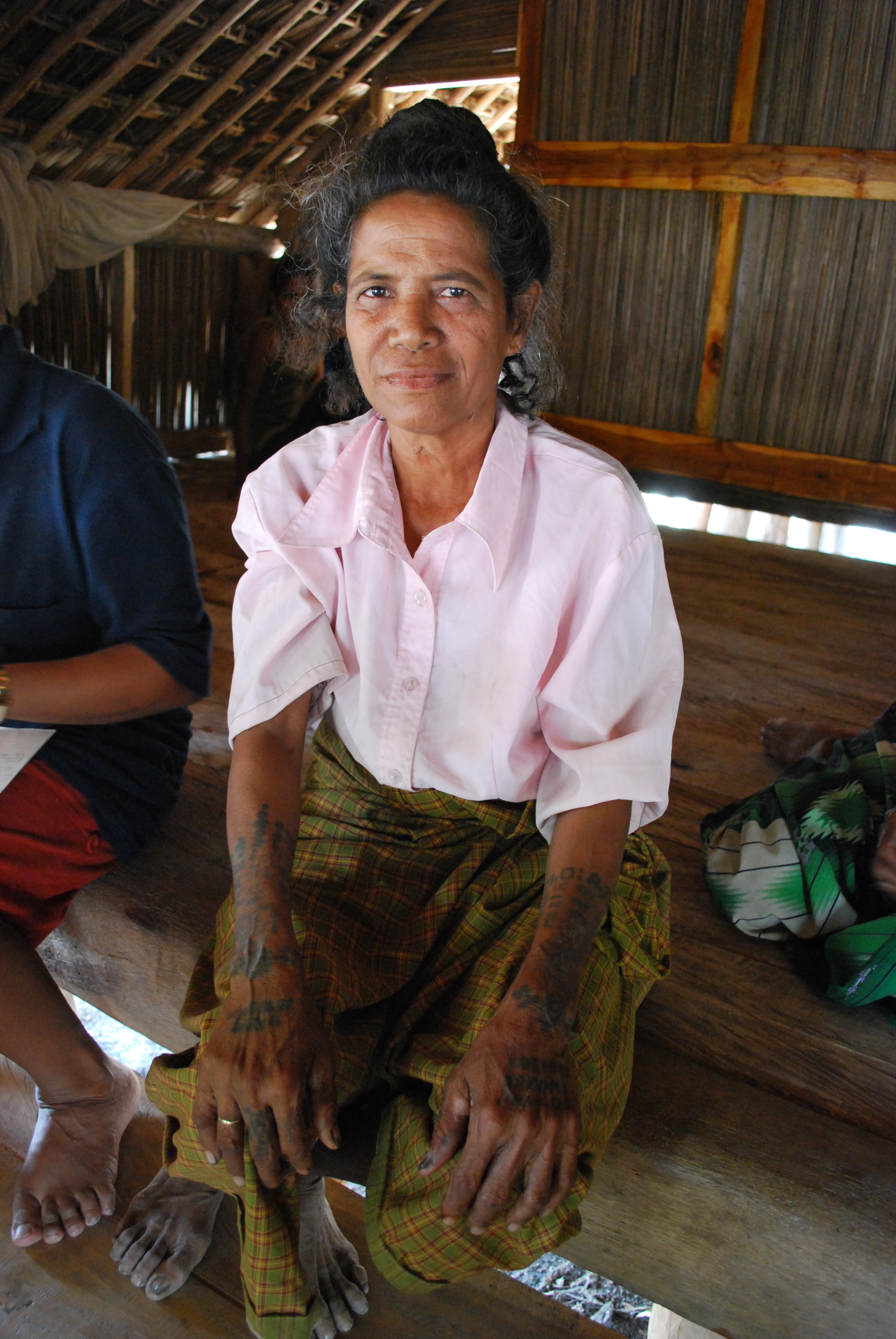
Traditionelle Tätowierungen bei einer Frau in Suai
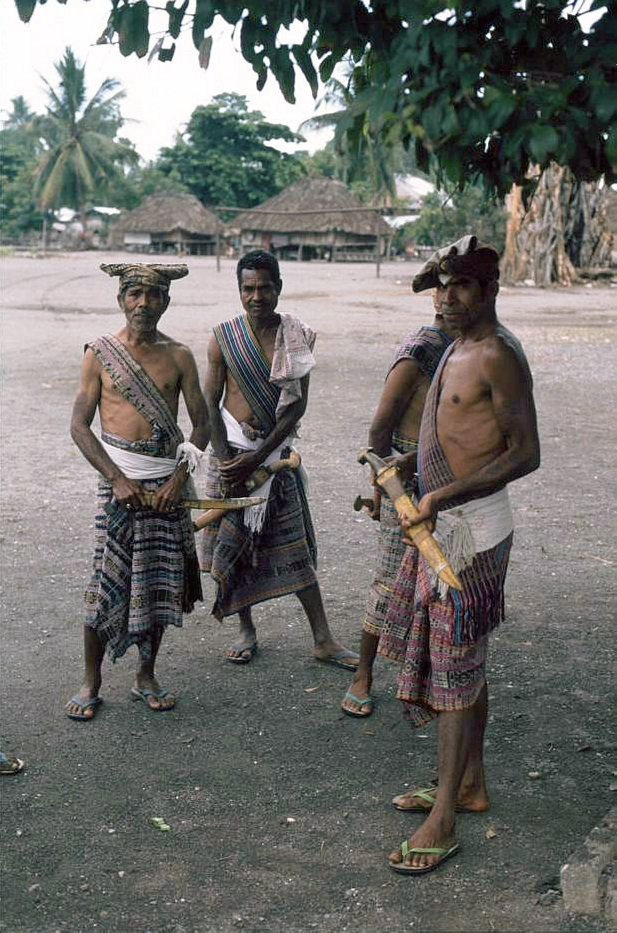
Männer in traditioneller Kleidung bei einem Fest (2003)
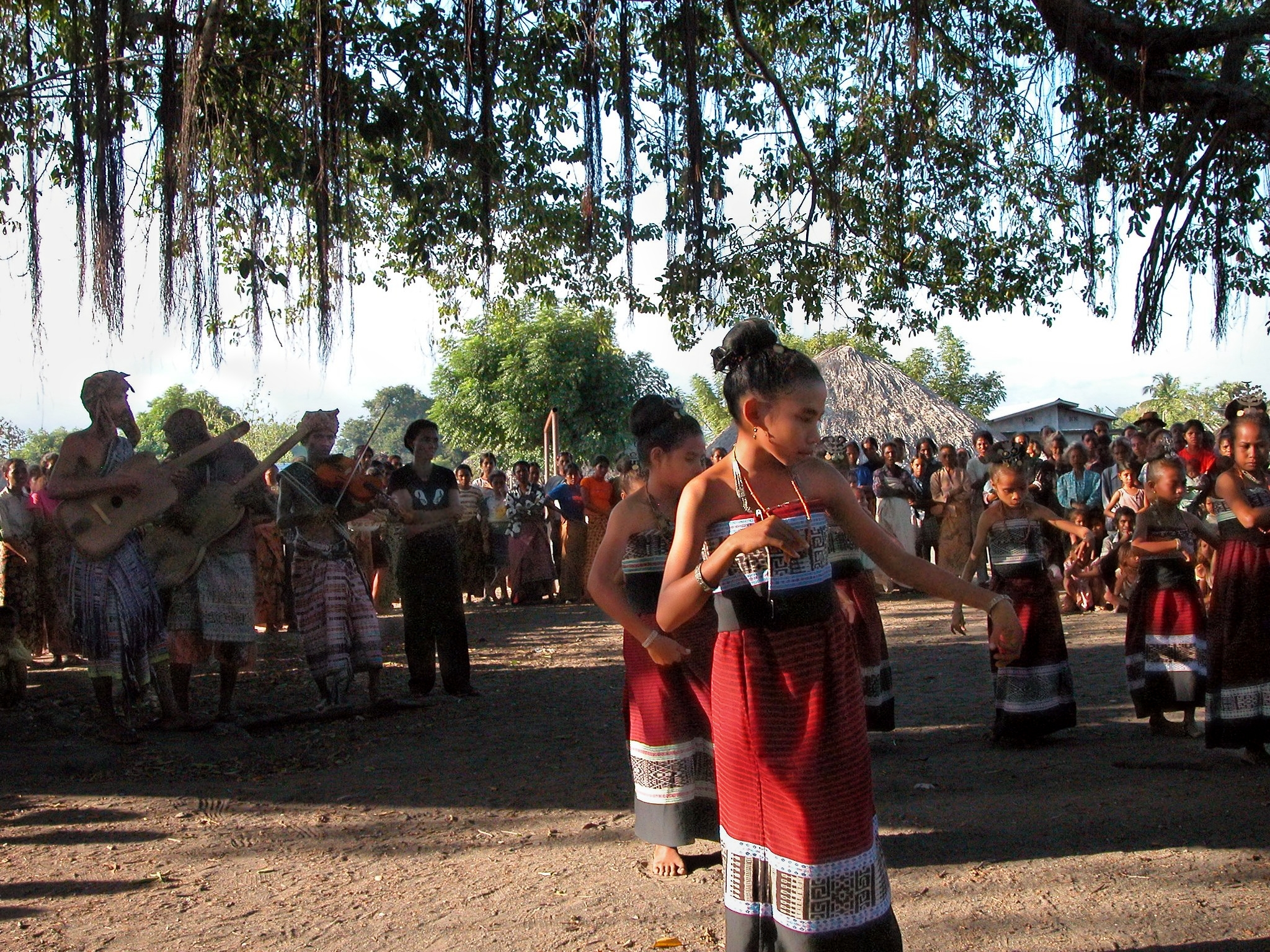
Volkstanz auf timoresisch (2010)

## Geschichte

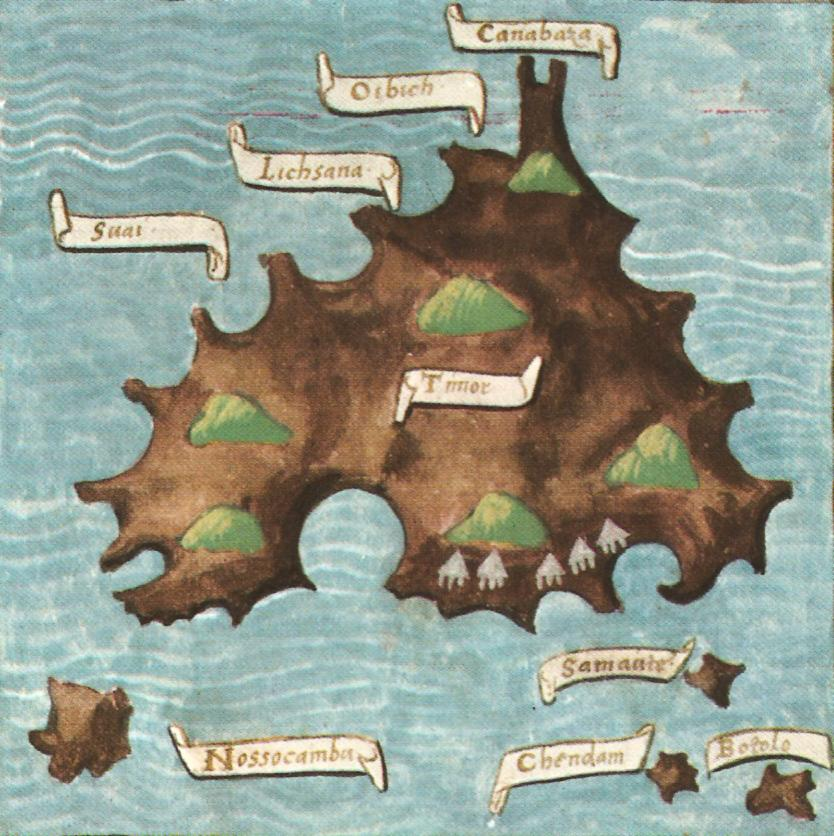
Suai auf der Karte Pigafettas von 1521

Suai und Camenaça waren früher traditionelle Reiche Timors, die von einem Liurai regiert wurden. Mündlichen Überlieferungen nach waren beide im Bündnis von Cova Lima dem Liurai von Fohorem untergeordnet und tributpflichtig. Eine andere Quelle gibt an, dass Suai nicht zu Koba Lima gehörte, sondern ein eigenständiges, machtvolles Reich bildete. Die Quelle nennt fälschlicherweise Suai als Zentrum von Wehale, das aber weiter westlich lag.
1522 berichtet ein Mitglied der Magellanexpedition, Antonio Pigafetta, von vier Hauptkönigen auf Timor, die Brüder waren: Oibich, Lichisana, Suai und Canabaza. Suai bildete wahrscheinlich mit Camenaça (Canabaza) ein Doppelreich, das Wehale (von Pigafetta hier Oibich genannt) tributpflichtig war. Suai erscheint auch auf einer Liste von Afonso de Castro, einem ehemaligen Gouverneur von Portugiesisch-Timor, der im Jahre 1868 47 Reiche aufführte. Camenaça taucht hier nicht auf.
1719 trafen sich in Camenaça die Liurais von etwa einem Dutzend Reichen, um einen Blutpakt zu schließen. Ziel des Bundes war die Vertreibung der Portugiesen und des Christentums insgesamt. Der Camenaça-Pakt (Camenace-Pakt) gilt als Beginn der Cailaco-Rebellion (1719 bis 1769). Unter der Führung von Camenaça wurden Kirchen zerstört und Missionare und konvertierte Timoresen ermordet. Camenaça schloss bereits am 19. September 1731 mit Portugal einen Friedensvertrag.
Während des Krieges von Manufahi verbündete sich 1895 der Liurai von Suai mit Dom Duarte, dem Liurai von Manufahi gegen die portugiesischen Kolonialherren. 1900 kapitulierte Manufahi. Suai war schon vorher besiegt worden.
Im Oktober 1911 kam es zur Rebellion von Manufahi. Der portugiesische Militärposten in Suai wurde am 8. Dezember 1911 aus Angst vor den Aufständischen geräumt. Am 29. Dezember suchten 1.200 Timoresen aus Angst vor portugiesischen Repressalien Schutz in der damals niederländischen Enklave Maucatar. Unter ihnen der Liurai von Camenaça und sein Gefolge. Die Rebellion dehnte sich schnell in der gesamten Region aus und konnte erst im April 1912 endgültig niedergeschlagen werden.
Der kleine Hafen Becos an der Timorsee spielte während der Schlacht um Timor im Zweiten Weltkrieg eine wichtige Rolle für den Nachschub der Alliierten und als Evakuierungspunkt.
Erst in den letzten Jahren der portugiesischen Kolonialzeit wurde die damalige Distriktsverwaltung von Fohoren nach Suai in Debos verlegt. Suai bot mit seiner Ebene Flugzeugen die Möglichkeit zu landen, zudem hatte es Zugang zum Meer und war damit für Schiffe erreichbar.

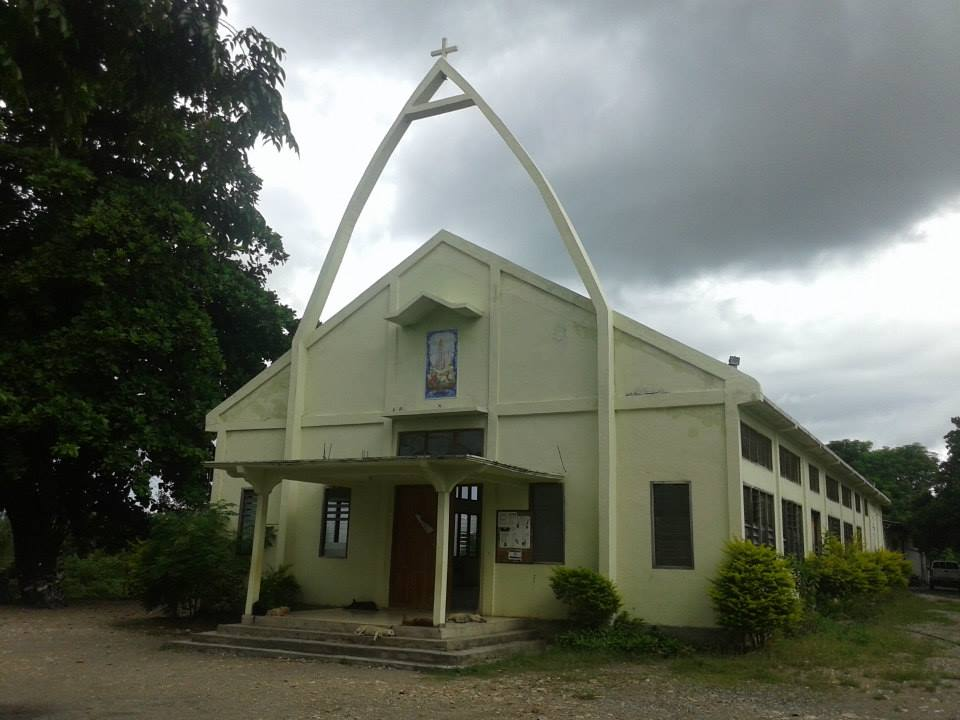
Die Kirche Nossa Senhora do Rosario, Schauplatz des Massakers

Um den Angriffen der indonesischen Armee 1976 zu entgehen, flohen die Einwohner von Suai entweder nach Maucatar oder versteckten sich ein paar Tage in ihren Anpflanzungen, bevor sie sich den Invasoren ergaben. Die Serious Crimes Unit der UNTAET berichtete, dass in Suai während der indonesischen Besatzungszeit sogenannte Rape Houses existierten. Am 28. April 1998 wurden die Einwohner Camenaças von der indonesischen Armee angegriffen.
Die Bunak-Siedlungen von Suai bis Zumalai wurden erst in jüngerer Zeit gegründet. Die Region war davor unbewohnt. Diese Neugründungen haben noch Beziehungen mit ihren Herkunftsorten. So hat Beco tiefe Beziehungen zu Teda, östlich von Lolotoe, auch wenn die Abwanderung bereits mehrere Generationen zurückliegt. Ihr Dialekt steht tatsächlich jenem der Lolotoe-Region nahe, auch wenn teilweise Vokabular aus dem Südwestdialekt übernommen wurde. Andere Siedlungen entstanden erst während der indonesischen Besatzungszeit, als komplette Dörfer aus dem Norden entlang der südlichen Küstenstraße um Zumalai neu angesiedelt wurden. Ihr Dialekt entspricht komplett jenem des Hochlandes.
Im Vorfeld des Referendums zur Zukunft Osttimors wurde am 20. August 1999 in Suai eine Veranstaltung der Unabhängigkeitsbefürworter von pro-indonesischen Milizen angegriffen. Nachdem sich die Wähler im Referendum für die Unabhängigkeit entschieden hatten, kam es landesweit zu Gewaltausbrüchen der Milizen. Einer der schlimmsten Vorfälle war das Kirchenmassaker von Suai am 6. September 1999. Man geht von bis zu 200 Toten aus. Camenaça wurde von der Mahidi-Miliz zerstört. Ein Einwohner wurde am 12. September 1999 ermordet.
Die Vereinten Nationen entsandten aufgrund des Terrors der Milizen am 20. September 1999 eine militärische Eingreiftruppe unter Führung Australiens, die für Ruhe und Ordnung sorgen sollte. Am 10. August starb nahe Beco ein nepalesischer UN-Soldat im Kampf mit einer Miliz. Drei weitere nepalesische Soldaten und ein osttimoresischer Zivilist wurden verletzt. Am Morgen des 3. Januars 2008 wurden bei Bandenkämpfen im Dorf Ukun Nain sieben Häuser angezündet. Verletzt wurde niemand. Von der Nationalpolizei wurden acht Verdächtige verhaftet, darunter drei Polizisten.
Im Juni 2013 kam es in Suai und Camenaça zu Überschwemmungen, die drei Todesopfer forderten.

## Politik

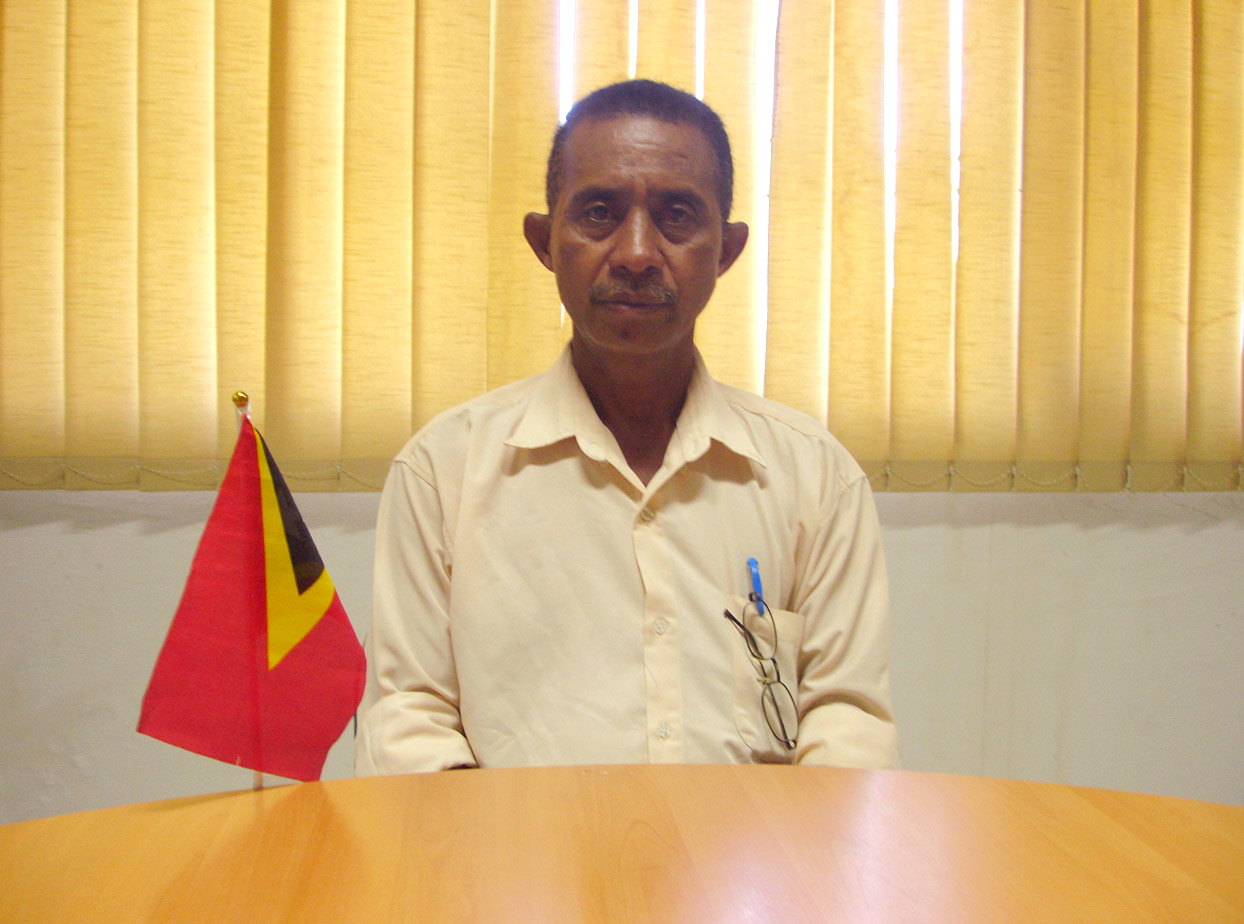
Administrator Francisco Guterres (2013)

Der Administrator des Verwaltungsamts wird von der Zentralregierung in Dili ernannt. 2009 war dies Francisco d' Jesus Alvares, 2011 Inácio Pires 2013 Francisco Guterres, 2015 Miguel Armando Cardoso und 2016 Laurentino de Jesus. 2021 wurde Luzino do Rego zum Administrator ernannt und am 29. Januar 2024 Idelfonso Maria Amaral.

## Wirtschaft

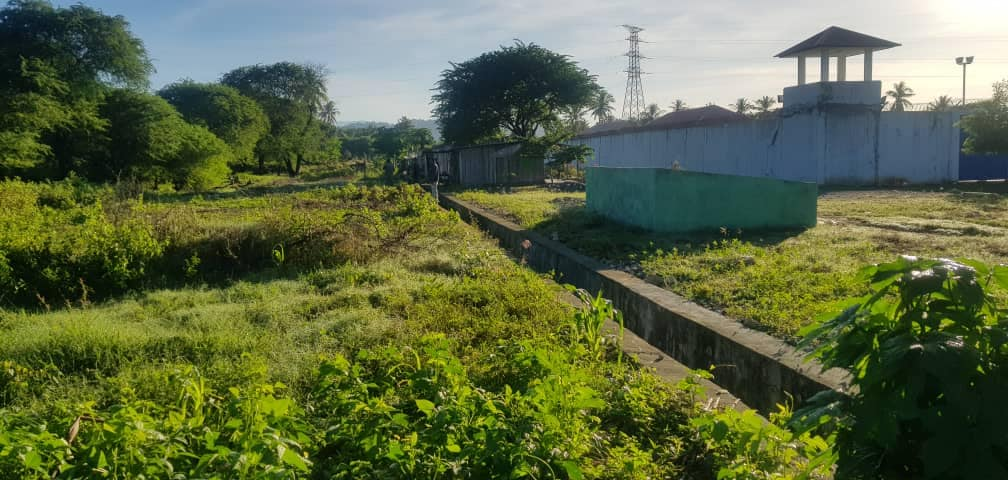
Gemeindegefängnis Suai

52 % der Haushalte in Suai bauen Maniok an, 52 % Mais, 47 % Gemüse, 47 % Kokosnüsse, 23 % Reis und 10 % Kaffee. Am Strand von Suai Loro, zwischen Kap Suai und Kap Tafara, gibt es einen Landeplatz für Boote. Vor der Küste können auch größere Schiffe sicher ankern. Hier soll eine Versorgungsbasis für die Nutzung der vor der Küste liegenden Erdölfelder entstehen. Bereits in den 1970er-Jahren fand man auch in Suai Loro Erdöl.